# Bọ cạp
Bọ cạp  là động vật không xương sống, tám chân thuộc lớp Arachnida (động vật hình nhện). Bọ cạp được đặc trưng bởi một chiếc đuôi có móc độc. Chúng là biểu tượng văn hóa với hình tượng cung Bọ Cạp (hổ cáp) trong 12 cung hoàng đạo của phương Tây và các vị thần ở Ai Cập.

## Giải phẫu
Thân bọ cạp chia làm hai phần: phần đầu ngực (đốt thân trước) và phần bụng (vùng thân sau). Phần bụng bao gồm phần bụng dưới và đuôi.
Phần đầu ngực/Đốt thân trước: bao gồm lớp giáp, mắt, chân kìm (một phần của miệng), chân kìm sờ và 8 chân.
Phần bụng dưới: chia làm 8 đoạn. Đoạn đầu tiên chứa cơ quan sinh dục và dấu vết của một bộ phận phụ nay đã bị tiêu giảm gọi là nắp sinh dục. Đoạn thứ hai là 1 cặp cơ quan cảm giác giống như chất Pectine. Bốn đoạn còn lại bao gồm hai lá phổi. Phần bụng dưới được bọc giáp bằng chất sừng.
Phần đuôi: gồm 6 đốt (đốt đầu tiên như đốt bụng cuối cùng). Hậu môn của bọ cạp nằm ở đốt cuối cùng, đồng thời đốt này mang nọc độc. Đốt cuối lần lượt gồm một túi chứa, một cặp tuyến độc và một mũi tiêm nọc độc.
Giáp: bao quanh cơ thể, một số chỗ có lông làm cơ quan cân bằng. Một lớp phủ ngoài giáp vốn trong suốt sẽ biến thành màu xanh lục huỳnh quang dưới tia tử ngoại. Những con bọ cạp mới lột xác sẽ không phát sáng cho tới khi lớp giáp nó cứng cáp. Lớp phủ đó có thể không bị sứt mẻ trong hóa thạch suốt hàng trăm triệu năm.
Trong một số trường hợp hiếm hoi, bọ cạp sinh ra có thể có hai đuôi. Nó không phải là một loài mới mà chỉ là một sự bất thường trong di truyền học.

## Nọc độc

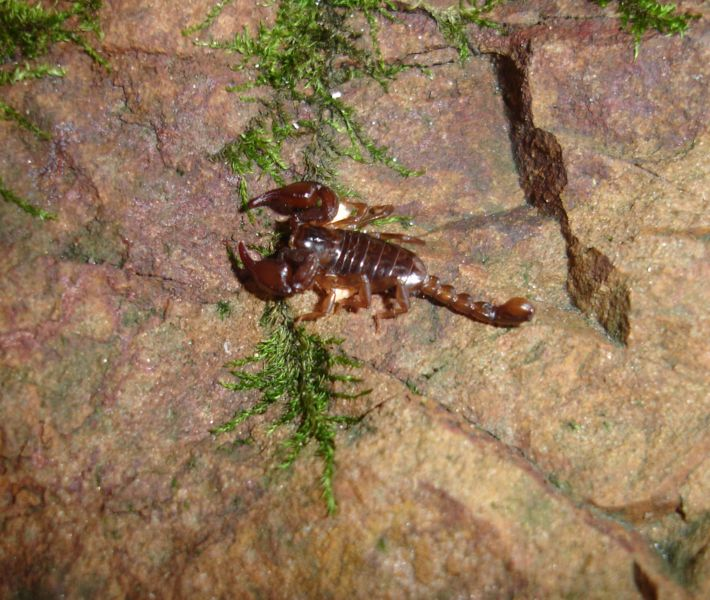
Loài Euscorpius mingrelicus

Ngoài loài Hemiscorpius lepturus có nọc độc hại tế bào, tất cả các loài bọ cạp khác đều có độc làm hủy thần kinh. Những độc tố ảnh hưởng đến thần kinh này chứa một lượng nhỏ protein, natri và cation kali. Bọ cạp dùng nọc độc của nó để giết hoặc làm tê liệt con mồi; hành động này khá nhanh và hiệu quả.
Thật may mắn là nọc độc của đa số loài bọ cạp vô hại đối với con người, tuy nhiên nó có thể gây ra các phản ứng khác như đau, tê cứng hay sưng phồng. Một vài loài bọ cạp, chủ yếu trong họ Buthidae có thể gây nguy hiểm tới con người. Những loài bọ cạp nguy hiểm nhất là Leiurus quinquestriatus - có nọc độc mạnh nhất trong họ Buthidae, và các loài trong chi Parabuthus, Tityus, Centruroides, đặc biệt là Androctonus - cũng có nọc độc mạnh. Loài bọ cạp giết người nhiều nhất là Androctonus australis, hoặc loài bọ cạp đuôi béo Bắc Phi. Nọc độc của Androctonus australis chỉ bằng một nửa so với Leiurus quinquestriatus, nhưng người bị nó chích có thể chết. Bọ cạp thật ra không đủ nọc để giết chết một người trưởng thành khỏe mạnh. Một vài người bị dị ứng với bọ cạp có thể chết nhanh hơn. Triệu chứng đơn giản nhất sau khi bị bọ cạp chích là chỗ đau tê cứng trong vài ngày. Bọ cạp nói chung khá nhút nhát nên chúng chỉ chích khi bắt mồi hay tự vệ. Trong trường hợp nguy hiểm, bọ cạp thường bỏ chạy hoặc đứng yên.
Bọ cạp có khả năng điều chỉnh lượng nọc chích, thông thường 0,1-0,6 mg. Đó cũng là một gợi ý về giả thiết bọ cạp để dành nọc độc của mình trong những trận giao tranh khác. Bọ cạp có hai loại nọc: loại nhẹ chỉ làm đối phương choáng váng và loại mạnh đủ để giết chết kẻ thù. Có lẽ bọ cạp mất khá nhiều năng lượng cho loại độc này đến nỗi nó phải mất vài ngày mới hồi phục sau khi dùng hết số độc có sẵn.

## Giao phối
Bọ cạp có khả năng tự tái tạo, mỗi loài bọ cạp đều có con đực và cái riêng biệt. Bọ cạp sinh sản bằng cách chuyển  bào tinh trùng từ con đực qua con cái.
Đầu tiên bọ cạp đực giữ lấy các chân kìm sờ của con cái rồi bắt đầu một điệu nhảy. Trên thực tế, con đực đang dẫn dắt con cái tìm nơi để đặt túi bào tinh của nó. Nghi thức này còn có thể bao gồm thêm vài hành động khác như rung mạnh hoặc hôn vào chân kìm của con cái (đôi lúc con đực bơm một ít nọc độc của nó vào người con cái), tất cả những hành động trên là để làm yên lòng con cái.
Khi tìm được nơi thích hợp, bọ cạp đực đặt túi bào tinh và hướng dẫn con cái giữ lấy nó. Con cái sẽ đưa túi bào tinh vào trong nắp sinh dục của mình, bào tinh sẽ vỡ ra đưa tinh trùng vào người con cái. Việc giao cấu có thể mất từ 1 đến hơn 25 giờ tùy thuộc vào khả năng của bọ cạp đực tìm thấy nơi đặt túi tinh của nó nhanh hay chậm. Nếu quá chậm, con cái có thể mất kiên nhẫn và bỏ đi.
Một khi giao cấu xong, chúng sẽ tách nhau ra. Con đực sẽ rút lui thật nhanh chóng để phòng trường hợp bị bạn tình của mình ăn sống, mặc dù tục ăn sống này hiếm khi xảy ra ở bọ cạp.

## Sinh trưởng

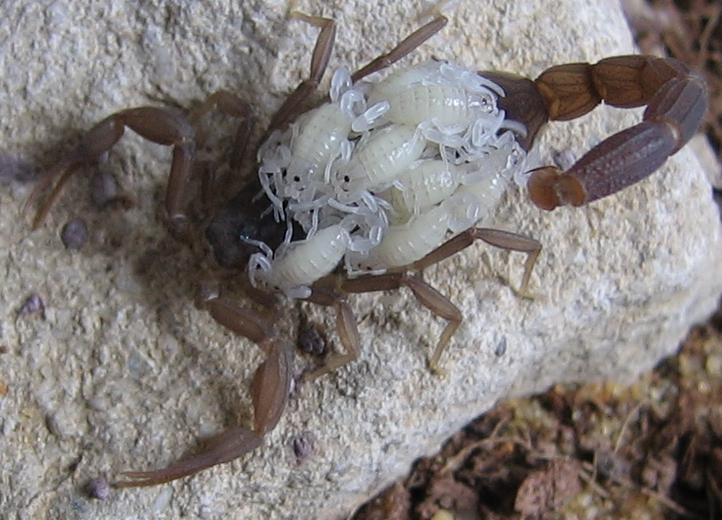
Bọ cạp mang con trên lưng

Không giống các loài thuộc lớp Nhện, bọ cạp đẻ con. Bọ cạp được sinh ra từng con một và bám trên lưng mẹ cho tới khi chúng trải qua ít nhất một kỳ lột xác. Trước kỳ lột xác đầu tiên, bọ cạp con không thể sống sót nếu không phụ thuộc vào mẹ chúng .
Bọ cạp con khá giống ba mẹ chúng. Chúng lớn lên bằng cách lột xác. Sau lần lột xác, bọ cạp mới trưởng thành. Việc lột xác bắt đầu bởi lớp xương trong, khi lớp giáp ở mép đốt thân trước bị nứt. Những chân kìm sờ và chân của chúng sẽ được lột xác đầu tiên, sau đó là phần bụng. Khi lột xác xong, lớp giáp của chúng rất mềm và sẽ bị tổn thương nếu có sự tấn công. Quá trình làm cứng lại lớp giáp này gọi là sự xơ cứng. Bộ giáp ngoài mới đầu không có, nhưng khi nó trở nên cứng cáp ta sẽ thấy nó có màu huỳnh quang.

## Tập tính

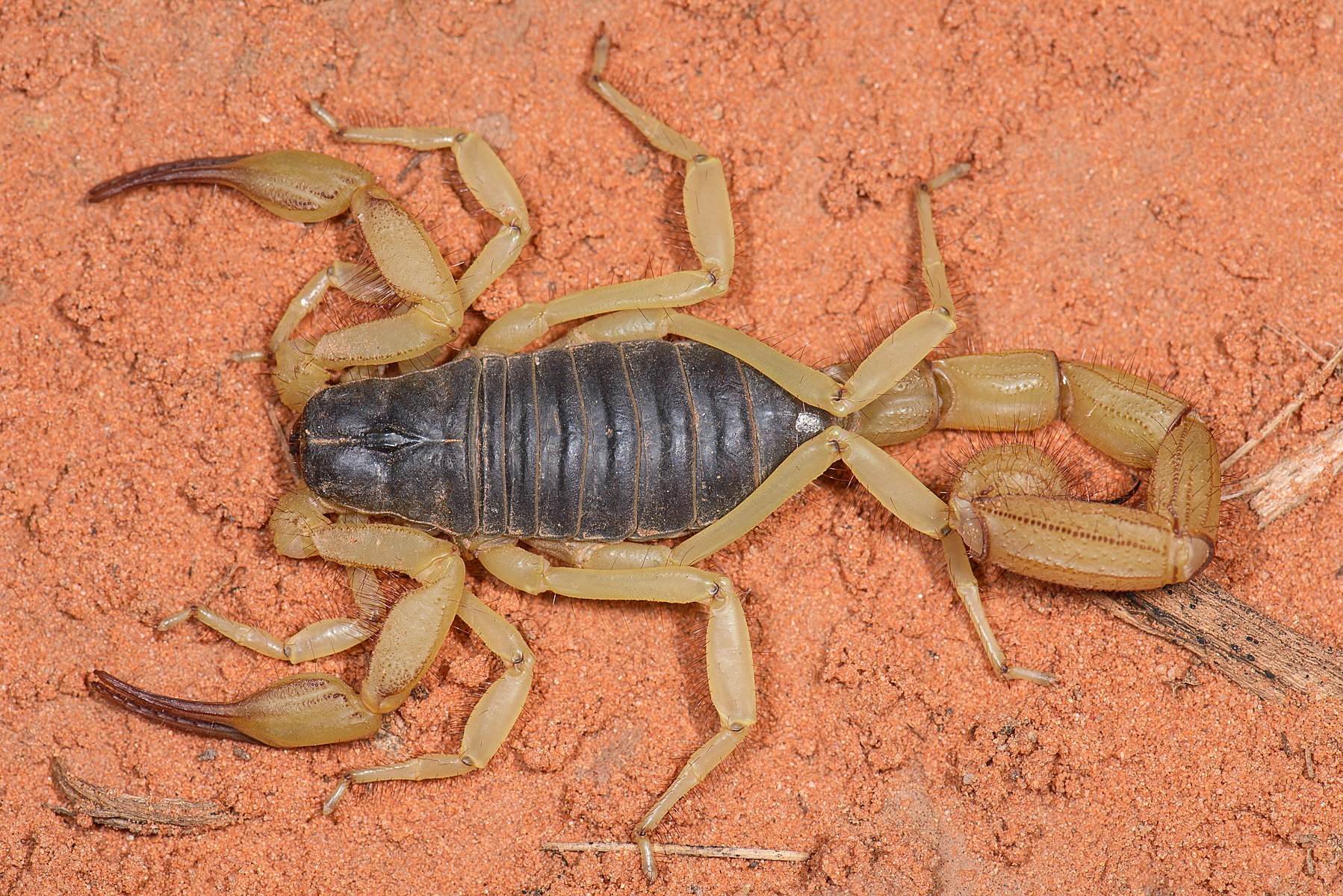
Bọ cạp lưng đen Hadrurus spadix

## Phân loại
Bộ Bọ cạp Scorpiones
- Phân thứ bộ Orthosterni Pocock, 1911
  - Tiểu bộ Pseudochactida Soleglad et Fet, 2003
    - Siêu họ Pseudochactoidea Gromov, 1998
      - Họ Pseudochactidae Gromov, 1998

  - Tiểu bộ Buthida Soleglad et Fet, 2003
    - Siêu họ Buthoidea C. L. Koch, 1837
      - Họ Buthidae C. L. Koch, 1837 (Bọ cạp đuôi mỏng)
      - Họ Microcharmidae Lourenço, 1996

  - Tiểu bộ Chaerilida Soleglad et Fet, 2003
    - Siêu họ Chaeriloidea Pocock, 1893
      - Họ Chaerilidae Pocock, 1893

  - Tiểu bộ Iurida Soleglad et Fet, 2003
    - Siêu họ Chactoidea Pocock, 1893
      - Họ Chactidae Pocock, 1893
      - Họ Euscorpiidae Laurie, 1896
      - Họ Superstitioniidae Stahnke, 1940
      - Họ Vaejovidae Thorell, 1876

    - Siêu họ Iuroidea Thorell, 1876
      - Họ Caraboctonidae Kraepelin, 1905
      - Họ Iuridae Thorell, 1876

    - Siêu họ Scorpionoidea Latreille, 1802
      - Họ Bothriuridae Simon, 1880
      - Họ Hemiscorpiidae Pocock, 1893 (= Ischnuridae, =Liochelidae)
      - Họ Scorpionidae Latreille, 1802